# نيل أندرو
نيل أندرو (بالإنجليزية: Neil Andrew)‏ هو سياسي أسترالي، ولد في 7 يونيو 1944 في أستراليا. حزبياً، نشط في الحزب الليبرالي الأسترالي. وقد انتخب مندوب المؤتمر الدستوري الأسترالي 1998 وقد انضم خلال فترته النيابية (2 فبراير 1998 – 13 فبراير 1998)  للكتلة البرلمانية حكومة أستراليا وانتخب عضو مجلس النواب الأسترالي عن دائرة Division of Wakefield ‏ (5 مارس 1983 – 16 نوفمبر 2004) وانتخب Speaker of the Australian House of Representatives ‏ (10 نوفمبر 1998 – 16 نوفمبر 2004).